# Libanesischer Elite Cup 1997
Der Libanesische Elite Cup 1997 war die zweite Austragung des Fußballturniers. Die vier besten Mannschaften aus der libanesischen Premier League und die beiden Pokalfinalisten nahmen teil. Titelverteidiger war der Nejmeh Club. Al-Ansar hat sich mit einem 2:0-Sieg im Finale gegen Nejmeh Club zum ersten Mal den Titel gesichert.

## Qualifizierte Mannschaften
| Verein                | Platzierung der Saison 1996/97 |
| --------------------- | ------------------------------ |
| al-Ansar              | Erster & Pokalfinalist         |
| Nejmeh Club           | Zweiter & Pokalsieger          |
| Homenetmen Beirut     | Dritter                        |
| Homenmen Beirut       | Vierter                        |
| Safa SC Beirut        | Fünfter                        |
| al-Akhaa al-Ahli Aley | Sechster                       |

## Gruppenphase

### Gruppe A
| Pl. | Verein          | Sp. | S | U | N | Tore    | Diff. | Punkte |
| --- | --------------- | --- | - | - | - | ------- | ----- | ------ |
| 1.  | al-Ansar        | 2   | 1 | 1 | 0 | 004:200 | +2    | 04     |
| 2.  | Homenmen Beirut | 2   | 0 | 2 | 0 | 004:400 | ±0    | 02     |
| 3.  | Safa SC Beirut  | 2   | 0 | 1 | 1 | 002:400 | −2    | 01     |

|                 | Ergebnis |                 |
| --------------- | -------- | --------------- |
| Homenmen Beirut | 2:2      | Safa SC Beirut  |
| al-Ansar        | 2:2      | Homenmen Beirut |
| al-Ansar        | 2:0      | Safa SC Beirut  |

### Gruppe B
| Pl. | Verein                | Sp. | S | U | N | Tore    | Diff. | Punkte |
| --- | --------------------- | --- | - | - | - | ------- | ----- | ------ |
| 1.  | Nejmeh Club           | 2   | 2 | 0 | 0 | 005:100 | +4    | 06     |
| 2.  | al-Akhaa al-Ahli Aley | 2   | 1 | 0 | 1 | 003:200 | +1    | 03     |
| 3.  | Homenetmen Beirut     | 2   | 0 | 0 | 2 | 000:500 | −5    | 0      |

|                       | Ergebnis |                       |
| --------------------- | -------- | --------------------- |
| Nejmeh Club           | 3:0      | Homenetmen Beirut     |
| Nejmeh Club           | 2:1      | al-Akhaa al-Ahli Aley |
| al-Akhaa al-Ahli Aley | 2:0      | Homenetmen Beirut     |

## Finalrunde
|  | Halbfinale | Halbfinale            | Halbfinale |  |  | Finale | Finale      | Finale |
|  |            |                       |            |  |  |        |             |        |
|  |            |                       |            |  |  |        |             |        |
|  | A1         | al-Ansar              | 2          |  |  |        |             |        |
|  | B2         | al-Akhaa al-Ahli Aley | 0          |  |  |        |             |        |
|  |            |                       |            |  |  | A1     | al-Ansar    | 2      |
|  |            |                       |            |  |  | B1     | Nejmeh Club | 0      |
|  | A2         | Homenmen Beirut       | 1 (3)      |  |  |        |             |        |
|  | B1         | Nejmeh Club           | 1 (4)E     |  |  |        |             |        |
|  |            |                       |            |  |  |        |             |        |

V Sieg nach Verlängerung

E Sieg im Elfmeterschießen

### Halbfinale
|             | Ergebnis              |                       |
| ----------- | --------------------- | --------------------- |
| al-Ansar    | 2:0                   | al-Akhaa al-Ahli Aley |
| Nejmeh Club | 1:1 n. V. (4:3 i. E.) | Homenmen Beirut       |

### Finale
|          | Ergebnis |             |
| -------- | -------- | ----------- |
| al-Ansar | 2:0      | Nejmeh Club |